# Sam & Dave
Sam & Dave foi um dupla de soul e rhythm and blues norte-americana, que se apresentaram juntos entre 1961 e 1981. O duo era composto por Sam Moore (12 de outubro de 1935 - 10 de janeiro de 2025), e Dave Prater (9 de maio de 1937 – 9 de abril de 1988).

## História

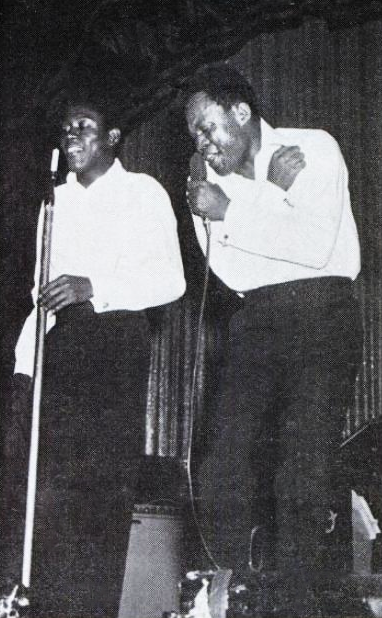
Sam & Dave ao vivo em 1966

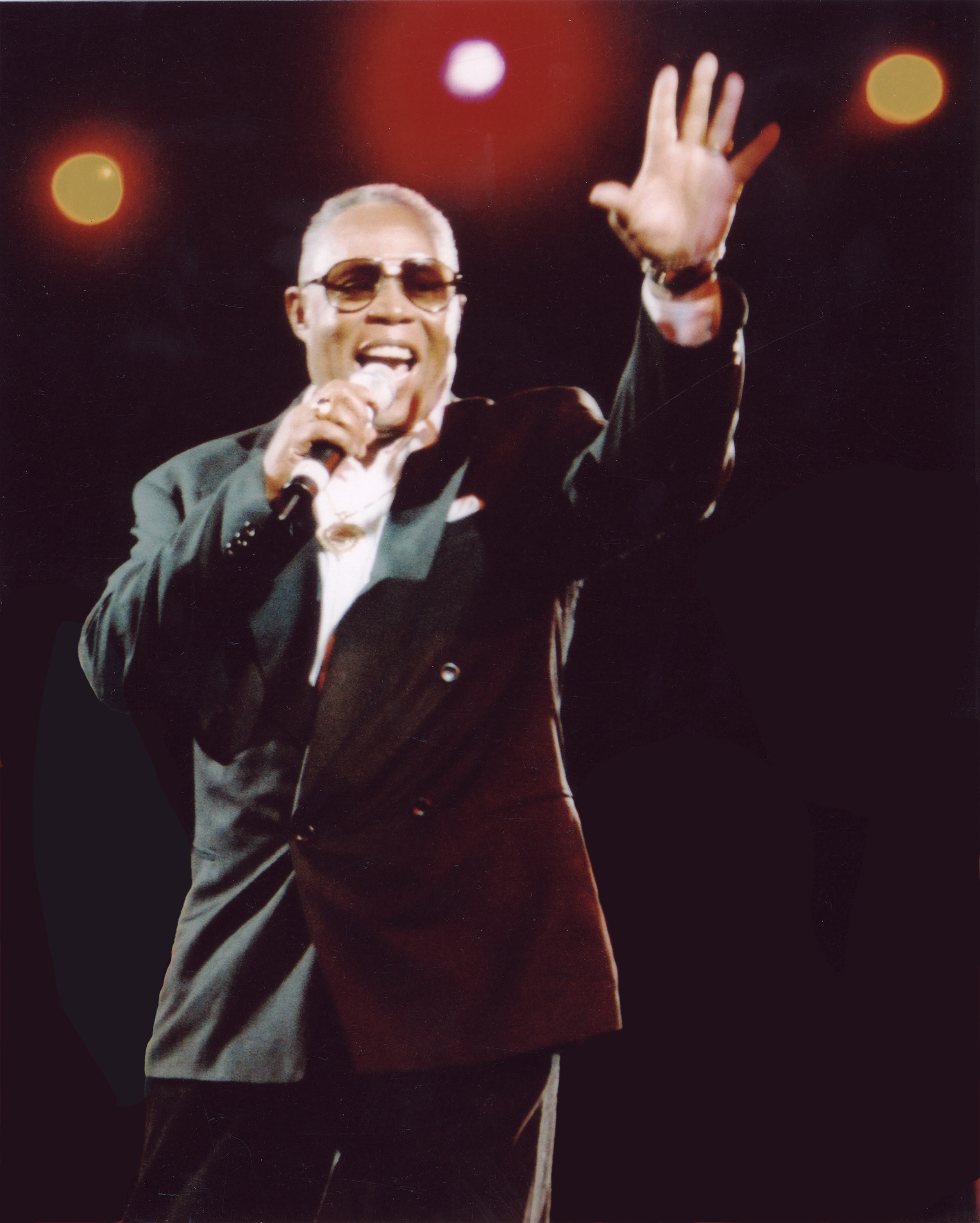
Sam Moore

Em 26 anos de carreira, foram incluídos no Rock And Roll Hall of Fame, ganhadores de um Grammy e possuem múltiplos Discos de Ouro certificados pela RIAA. Trouxeram os sons da música gospel para a música pop. Filiados principalmente a Stax Records, em Memphis, Tennessee, de 1965 a 1968, incluíram "Soul Man", "Hold On, I'm Comin", "I Thank You", "When Something is Wrong with My Baby", "Wrap It Up", e outros clássicos do soul de Memphis. Tiveram 20 singles e 10 LPs no topo das paradas. "Soul Man" tem sido reconhecida como uma das canções mais influentes da história pela revista Rolling Stone.
Apelidados de "Double Dynamite", "Sultans of The Sweat" e "The Dynamic Duo" por suas performances infundidas do gospel, Sam & Dave foram um dos maiores ícones da década de 1960. Eles foram influência para muitos músicos famosos, incluindo Bruce Springsteen, Al Green, Tom Petty, Phil Collins, Michael Jackson, Elvis Costello, Teddy Pendergrass, Billy Joel, Steve Winwood e The Blues Brothers, que ajudaram a ressurgir a popularidade do soul, R&B, e blues nos anos 1980, Sam & Dave escreveram um sucesso que ressurgiu mais tarde no filme Blues Brothers, no qual interpretam a canção "Soul Man". Sua letra cita "(…) eu sou um homem negro (…)".

## Morte de Dave
Dave Prater faleceu no dia 9 de abril de 1988, após ser vítima de um acidente automobilístico em Sycamore, Geórgia. O último show de Dave Prater e Sam Daniels foi no Atlanta Civic Center, no dia 3 de abril de 1988, junto com Isaac Hayes. Foi enterrado no Holy Sepulchre Cemetery em Totowa, Nova Jérsei.

## Discografia

### Álbuns de estúdio
- 1966: Hold On, I'm Comin' (Stax 708)
- 1966: Double Dynamite  (Stax 712)
- 1967: Soul Men (Stax 725)
- 1968: I Thank You (Atlantic 8205)
- 1975: Back At Cha (United Artists LA524-G)

### Coletâneas
- 1966: Sam & Dave (Roulette-Roulette singles)
- 1969: The Best of Sam & Dave (Atlantic 8218-Stax/Atlantic singles)
- 1969: Double Golden Album (Nippon Grammaphone/Atlantic, Japan-Stax/Atlantic Singles)
- 1978: Sweet & Funky Gold (Gusto)
- 1982: Soul Study Volume 1 (Odyssey)
- 1982: Soul Study Volume 2 (Odyssey)
- 1984: I Can't Stand Up for Falling Down (Edsel ED 133 UK: Atlantic & Stax singles)
- 1985: Soul Sister, Brown Sugar (Atlantic, Japan compilation LP of Stax/Atlantic releases)

### Singles
| Ano  | Título                                                           | Gravadora          | Posições nas paradas | Posições nas paradas | Posições nas paradas |
| Ano  | Título                                                           | Gravadora          | US Hot 100           | US R&B               | UK                   |
| ---- | ---------------------------------------------------------------- | ------------------ | -------------------- | -------------------- | -------------------- |
| 1962 | "I Need Love" (Sam Moore/Dave Prater)                            | Marlin 6100        |                      |                      |                      |
| 1962 | "No More Pain" (Steve Alaimo)                                    | Marlin 6104        |                      |                      |                      |
| 1962 | "I Need Love" (Sam Moore/Dave Prater)                            | Roulette 4419      |                      |                      |                      |
| 1962 | "No More Pain" (Steve Alaimo)                                    | Roulette 4445      |                      |                      |                      |
| 1963 | "She's Alright" (Henry Glover/Morris Levy/Mayme Watts)           | Roulette 4461      |                      |                      |                      |
| 1963 | "It Was So Nice While It Lasted" (Bill Nash)                     | Roulette 4480      |                      |                      |                      |
| 1963 | "If She'll Still Have Me" (Roberts/Taylor)                       | Roulette 4508      |                      |                      |                      |
| 1964 | "I Found Out" (Alaimo)                                           | Roulette 4533      |                      |                      |                      |
| 1964 | "I'll Never, Never" (Henry Stone)                                | Alston 777         |                      |                      |                      |
| 1965 | "A Place Nobody Can Find" (David Porter)                         | Stax 168           |                      |                      |                      |
| 1965 | "I Take What I Want" (Isaac Hayes/Mabon Hodges/David Porter)     | Stax 175           |                      |                      |                      |
| 1965 | "You Don't Know Like I Know" (Hayes/Porter)                      | Stax 180           | 90                   | 7                    |                      |
| 1966 | "Hold On, I'm Comin'" (Hayes/Porter)                             | Stax 189           | 21                   | 1                    |                      |
| 1966 | "Said I Wasn't Gonna Tell Nobody" (Hayes/Porter)                 | Stax 198           | 64                   | 8                    |                      |
| 1967 | "You Got Me Hummin'" (Hayes/Porter)                              | Stax 204           | 77                   | 7                    |                      |
| 1967 | "When Something is Wrong with My Baby" (Hayes/Porter)            | Stax 210           | 42                   | 2                    |                      |
| 1967 | "Soothe Me" (Ao Vivo) (Sam Cooke)                                | Stax 218           | 56                   | 16                   | 35                   |
| 1967 | "Soul Man" (Hayes/Porter)                                        | Stax 231           | 2                    | 1                    | 24                   |
| 1968 | "I Thank You" (Hayes/Porter)                                     | Stax 242           | 9                    | 4                    | 34                   |
| 1968 | "Don't Knock It" (Hayes/Porter) Europe only                      | Stax 169 016       |                      |                      |                      |
| 1968 | "You Don't Know What You Mean to Me" (Eddie Floyd/Steve Cropper) | Atlantic 2517      | 48                   | 20                   |                      |
| 1968 | "Can't You Find Another Way" (Homer Banks/Raymond Jackson)       | Atlantic 2540      | 54                   | 19                   |                      |
| 1968 | "Everybody Got to Believe in Somebody" (Hayes/Porter)            | Atlantic 2568      | 73                   |                      |                      |
| 1969 | "Soul Sister Brown Sugar" (Hayes/Porter)                         | Atlantic 2590      | 41                   | 18                   | 15                   |
| 1969 | "Born Again" (Hayes/Porter)                                      | Atlantic 2608      | 92                   | 27                   |                      |
| 1969 | "Ooh Ooh Ooh" (Donnie Fritts/John Reid)                          | Atlantic 2668      |                      |                      |                      |
| 1970 | "Baby Baby Don't Stop Now" (Hayes/Porter)                        | Atlantic 2714      | 117                  |                      |                      |
| 1970 | "One Part Love, Two Parts Pain" (Alvertis Isbell/Allen Jones)    | Atlantic 2728      | 123                  |                      |                      |
| 1970 | "Knock It Out the Park" (Dave Crawford/Willie Martin)            | Atlantic 2733      |                      |                      |                      |
| 1971 | "Don't Pull Your Love" (Dennis Lambert/Brian Potter)             | Atlantic 2839      | 102                  | 36                   |                      |
| 1974 | "A Little Bit of Good (Cures a Whole Lot of Bad)"                | United Artists 438 |                      | 89                   |                      |
| 1974 | "Under the Boardwalk" (Kenny Young/Arthur Resnick)               | United Artists 531 |                      |                      |                      |
| 1977 | "We Can Work It Out" (John Lennon/Paul McCartney)                | Contempo 7004      |                      |                      |                      |
| 1977 | "Why Did You Do It" (Kirby) UK/Europa apenas                     | Contempo 2109      |                      |                      |                      |

### Participações em outros álbums
- 1967: The Stax/Volt Revue Volume 1-Live in London
- 1967: The Stax/Volt Revue Volume 2-Live in Paris
- 1967: Stay in School, Don't Be A Dropout
- 1976: Jaco Pastorius ("Come On, Come Over")
- 1977: Soul Express
- 1978: Soul Deep Vol 2 ("Living It Down")
- Hold On Im Coming

### Videografia
- 1987: The Best of Sam & Dave (Atlantic)
- 1990: An Anthology of Sam & Dave (Atlantic-Canada)
- 1991: Sweat & Soul (Rhino CD)
- 2006: Sam & Dave: The Definitive Soul Collection (Rhino CD)
- 2007: The 1967 Stax/Volt Revue-Norway (DVD Reelin in the Years)
- 2008: The Original Soul Men: Sam & Dave (DVD)

### Outras produções
- 1982:  "Hold On, Edwin's Coming" (Guv-nor Records)
- 1985:  "The New Sam & Dave Review": A:"Medley-Hold On Im Comin-You Dont Know-Soul Man-I Thank You Soul Sister, Brown Sugar/B:Hold On" Atlantic 7-99636 (com Sam Daniels & Dave Prater). R&B #92